# Thomas Betong

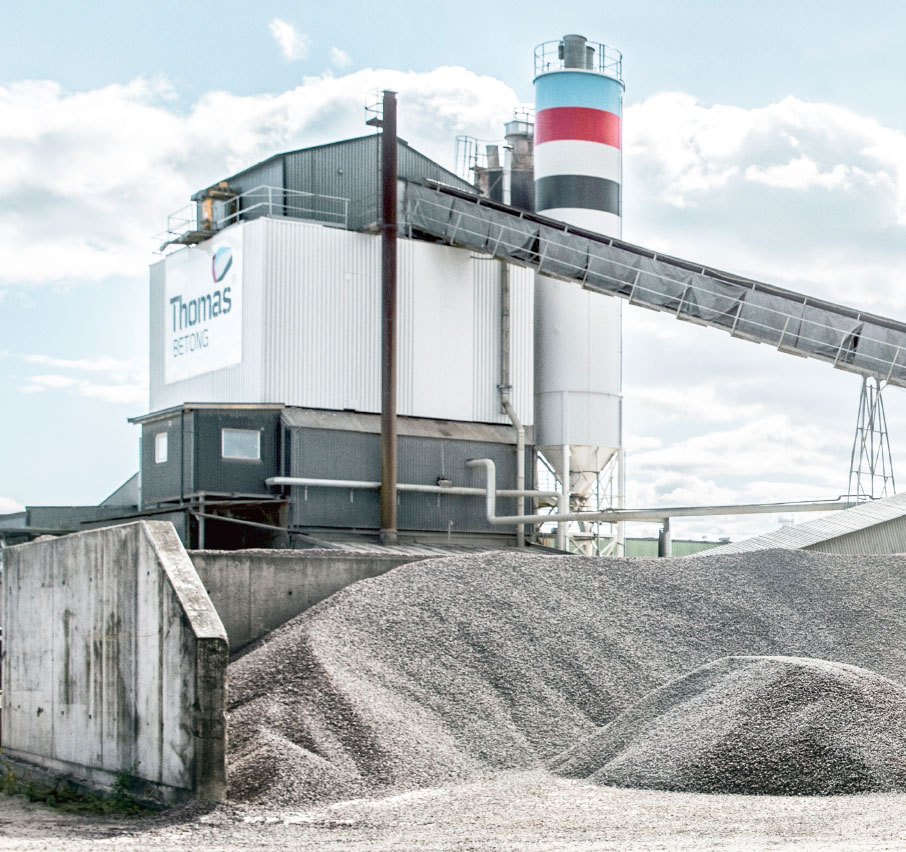
Thomas Betongs anläggning i Göteborg (2015)

Thomas Betong är ett svenskt aktiebolag som producerar och distribuerar betong och prefabricerade betongelement till företag och privatpersoner. Bolaget ingår i den svenska familjeägda koncernen Thomas Concrete Group (TCG) med verksamhet i Sverige, Norge, USA, Tyskland och Polen. 
Huvudkontoren för bolaget och koncernen finns i Göteborg.
Företaget har 38 fabriker som tillverkar fabriksbetong samt fyra fabriker för tillverkning av prefabricerade betongelement. Den första fabriken för fabriksbetong uppfördes i Karlstad 1955.
Thomas Betong (fd Färdig Betong) grundades av Martin Thomas 1955 och omsatte 2,4 miljarder SEK (2022) och har cirka 518 anställda (2022). Carina Edblad är företagets verkställande direktör (VD).
År 2023 utsågs företaget för tredje året i rad till "Årets karriärföretag". Motiveringen lyder: Thomas Betong, part of Thomas Concrete Group, är en spännande organisation som är unik inom sin bransch. De bjuder på en familjär företagskultur som är sammansvetsat av ambitiösa kollegor. De har alltid kollegorna i fokus och deras storytelling både imponerar och inspirerar. Med stort engagemang arbetar Thomas Betong, part of Thomas Concrete Group, ständigt för att skapa bästa möjliga arbetsplats för sina medarbetare.  
Bland företagets betongprodukter finns bland annat:
- Betong för anläggning
- Betong för husbyggnation
- Torkbetong
- Specialbetong för garage
- Självkompakterande betong
- Snabbtorkande betong
- Frysbetong
- Klimatförbättrad betong med upp till 50 % reducerat koldioxidavtryck

Bland företagets prefabricerade lösningar finns bland annat:
- Stomme
- Plattbärlag
- Massiva bjälklag
- Skalvägg
- Sandwichvägg
- Halvsandwich yttervägg
- Massivvägg
- Balkong och loftgång
- Trappa
- Sockelelement

Thomas Betong erbjuder även tjänster som teknisk support, teknisk rådgivning, betongleverans, betongpumpning och montage av stomme.